# Bitva na řece Jalu
Bitva na řece Jalu (japonsky 鴨緑江会戦, Órjokkó Kaisen; rusky Сражение на реке Ялу, Sraženie na reke Jalu) byla prvním významným pozemním střetnutím rusko-japonské války. Odehrála se 30. dubna - 1. května 1904 na březích řeky Jalu (dnešní Amnokkang tvořící hranici mezi Čínou a Severní Koreou) a skončila japonským vítězstvím. Rusům se po bitvě rozpadly plány na krátkou jednoznačnou válku, jakožto i přesvědčení o jejich taktické a technické převaze.

## Předcházející události

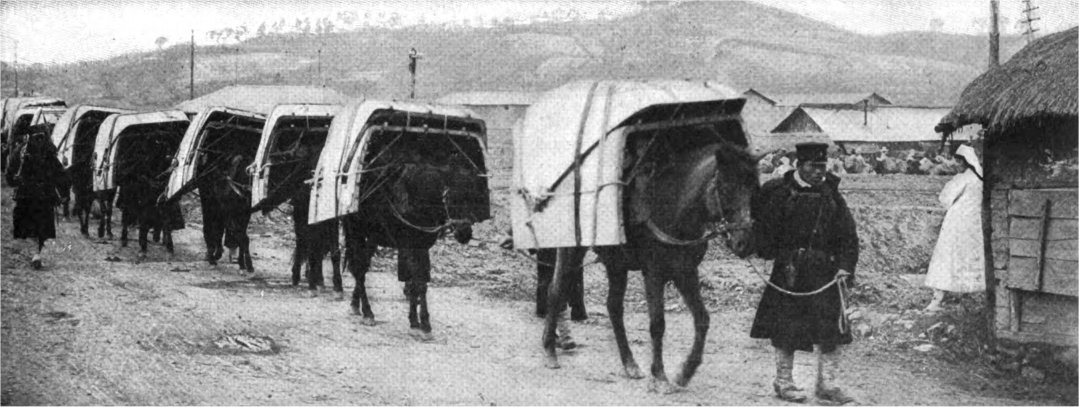
Přípravy na překročení řeky Jalu před Rusko - Japonskou válkou roku 1904.

V 19. století expandovali Rusové na Dálný východ a Japonci jen velice nelibě nesli jejich ambice v jižním Mandžusku a severní Koreji. Ruské diplomacii se v roce 1898 podařilo Čínskému císařství vnutit pětadvacetiletý pronájem poloostrova Liao-tung se strategickým přístavem Port Arthur na jeho jihu. Tichomořská flota získala nezamrzající přístav a výchozí bod pro kontrolu nad Žlutým mořem, Korejským zálivem a částí čínského pobřeží. Poslední kapkou bylo pro Japonce ruské rozhodnutí, že budovaná Transsibiřská magistrála povede přes jižní Mandžusko a Port Arthur bude na ni přímo napojen.

### Stručný popis celého konfliktu
V červnu 1903 začala diplomatická jednání mezi oběma zeměmi, ale carští diplomaté jednání úmyslně zdržovali. Po dalším neúspěšném jednání v říjnu 1903 se Japonci začali připravovat na nadcházející válku, zatímco ruská vláda předpokládala, že protivník pouze blafuje. V případě války se všeobecně očekávalo, že Rusové uplatní svou lidskou a materiální převahu a Japonce v krátké válce snadno porazí. Válka začala 8. února 1904, kdy japonské námořnictvo překvapivě zaútočilo na Tichomořskou flotu u Port Arthuru. Dvoudenní bitva (více: Bitva u Port Arthuru) skončila bez vítěze, ale Japoncům se podařilo získat bojovou iniciativu, zatímco ruské síly vyčkávaly v přístavu.

## Bitva

### Rozestavění sil

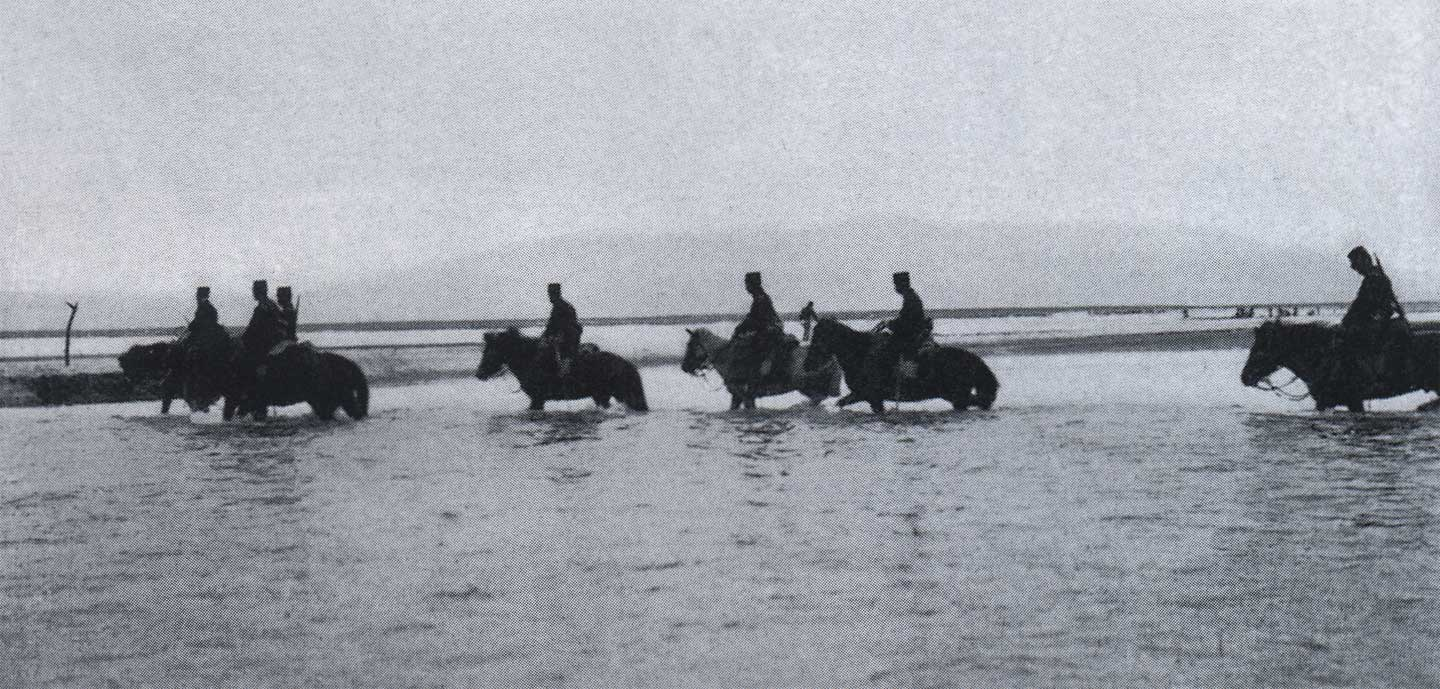
Japonské jezdectvo překračuje řeku Jalu

Rusové s generálem Kuropatkin v čele zvolili vyčkávací taktiku, než dorazí Transsibiřskou magistrálou z centrálního Ruska dostatek posil. Nekladli žádný odpor při vylodění Japonců v Koreji ani při jejich postupu poloostrovem. Pouze zabrali pozice na severním břehu hraniční řeky Jalu, aby zabránili nepřítelovu postupu do jižního Mandžuska. Úkolem držet hraniční řeku byl pověřen 22. dubna 1904 generálporučík Zasulič, který měl k dispozici pěchotu o síle 16 000 mužů, jezdectvo s 5 000 muži a 62 děl. Celý střežený úsek byl dlouhý 170 km, a tak Rusové většinu sil koncentrovali při ústí řeky do Korejského zálivu.
Japonci se 9. února 1904 vylodili v Koreji a 1. armáda generálmajora Kurokiho obsadila 21. února Pchjongjang, 18. března Andžu a 21. dubna 1904 stáli na jižním břehu hraniční řeky. Jejich hlavním cílem bylo přejít řeku a obsadit v Mandžusku přístavy, kde by se mohla vylodit japonská 2. armáda a přidat se k válečné mašinérii. Císařská armáda čerpala ze zkušeností z předcházející čínsko-japonské války z let 1894 – 1895, kdy také postupovala na Korejském poloostrově od jihu na sever. Japonci již věděli, kudy vést nejefektivněji zásobování, měli přesné mapy území, najali si kolem 10 000 místních mužů na transport zásob, které taky od místních nakupovali. Během přípravy na bitvu si dali velmi záležet, aby jejich pozice nebyly předčasně prozrazeny, a pomocí rozvědky se jim podařilo vypátrat přesné pozice ruské armády. Rusové, kteří Japonce nebrali jako sobě rovného nepřítele, žádné podobné aktivity nepodnikli. Před střetnutím čítaly japonské síly přes 42 000 mužů.

### Průběh bitvy

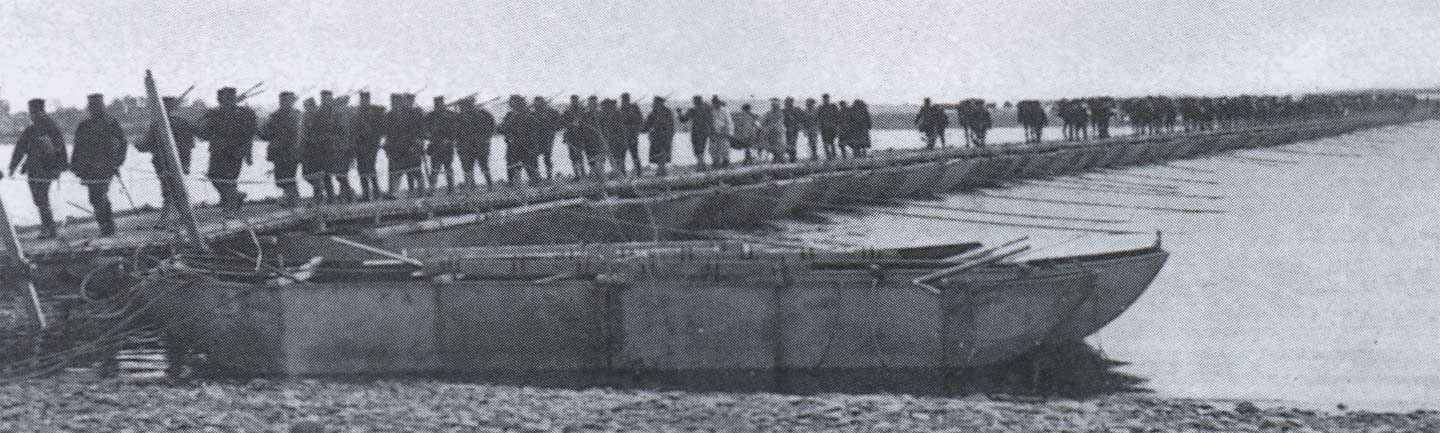
Japonská pěchota překračuje řeku Jalu přes vyrobené mosty

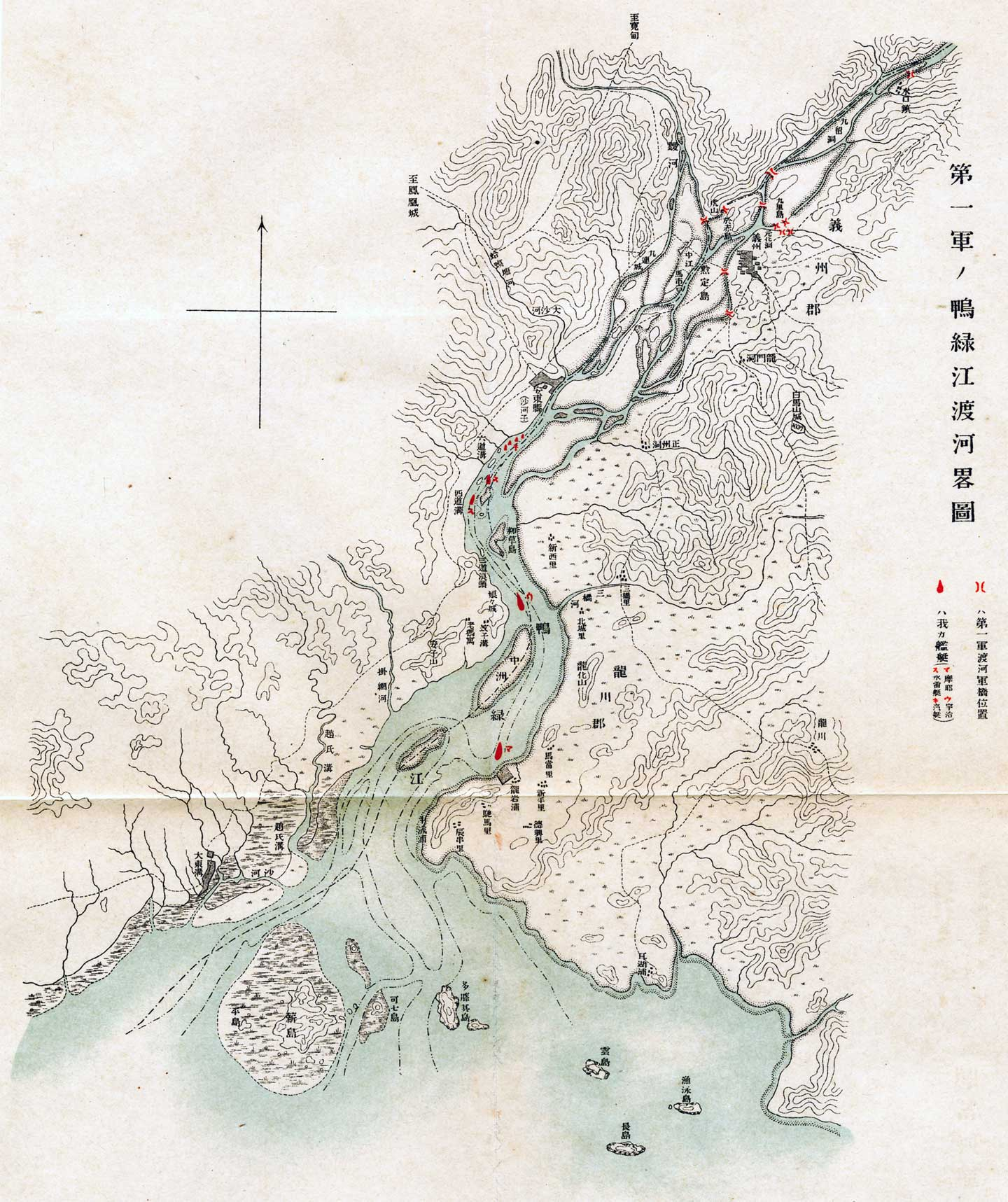
Mapy bitvy na řece Jalu (japonsky)

V noci 25. dubna 1904 obsadili Japonci bez odporu dva ostrovy na řece. Japonští inženýři zkonstruovali pro překonání řeky deset mostů o délce téměř 1,5 km. Za přihlížení protivníka se pustili do stavění prvního mostu přes řeku. Ruské dělostřelectvo odpovědělo ostřelováním. Mezitím Japonci potají přesunuli ostatních 9 mostů více na sever a nerušeně se přebrodili. Generál Kuroki následně poslal několik dělových člunů po řece na jih, kde se střetly s ruskými silami. Ruské velení nabylo přesvědčení, že útok bude poveden na jihu směrem na město Tan-tung. Mezitím se na severu japonské síly přepravovaly přes řeku. Ruský generál Kaštalinský informoval o vznikajícím nebezpečí ruské velení, ale generál Zasulič se rozhodl zprávu ignorovat a pořád trval na držení jižních pozic.
V pět ráno 30. dubna 1904 zahájilo japonské dělostřelectvo palbu na ruské pozice. Japonské jednotky zaútočily na levé křídlo a pokusily se Rusy dostat do obklíčení. V deset hodin začaly ruské jednotky couvat od řeky na sever, ale dostaly se pod palbu japonských houfnic, které měly devastující účinek. Japonci, kterým se díky předchozí práci rozvědky podařilo zničit veškeré ruské dělostřelectvo, zahájili přímý pozemní útok na ruské zákopy. Rusové své pozice udrželi a prvotní útok zastavili. Nakonec ale museli s velkými ztrátami své zákopy opustit a vyhnout se obklíčení. Generál Zasulič nakonec nařídil všeobecný ústup na svahy hřbetu Fynypujlyn. Boje probíhaly celý 1. květen a skončily kolem páté hodiny odpolední. Japonci vyšli z bitvy vítězně.

### Výsledek bitvy
Japoncům se podařilo přebrodit přes řeku bez výraznějších ztrát a otevřeli si cestu pro vylodění 2. armády. Celkově ztratili přes 1 000 mužů. Rusové měli na své straně na 2 000 mrtvých, zraněných nebo nezvěstných. Během bitvy přišli o všechny kulomety a drtivou většinu děl.

## Následné události
V porovnání s nadcházejícími velkými bitvami války (bitva na řece Ša-che či bitva u Mukdenu) lze považovat bitvu na řece Jalu za drobné střetnutí. Však jeho význam na psychiku obou stran byl enormní. Japonci získali potřebnou sebedůvěru pro nadcházející boje. Na druhé straně Rusové byli šokováni svým neúspěchem a vytratil se jim sen jak o krátké jednoznačné válce nad podceňovaným nepřítelem, tak i o jejich taktické a mechanické převaze.
Takticky se Japoncům otevřela cesta do jižního Mandžuska. Dne 4. května 1904 se vylodila 2. japonská armáda na Liaotunském poloostrově, aniž by se Rusové zmohli na jakoukoliv protiakci. Dalším cílem japonského postupu se stala ruská námořní základna v Port Arthuru (více: Obléhání Port Arturu).